# Bad Sulza
Bad Sulza é uma cidade da Alemanha localizada no distrito de Weimarer Land, estado da Turíngia.
A cidade de Bad Sulza é a Erfüllende Gemeinde (português: municipalidade representante ou executante) dos municípios de Auerstedt, Eberstedt, Flurstedt, Gebstedt, Großheringen, Ködderitzsch, Niedertrebra, Obertrebra, Rannstedt, Reisdorf, Schmiedehausen e Wickerstedt.